# Israel af Ström
Israel Adolf af Ström, före 1833 Ström, född 5 september 1778 i Stockholm, död 24 oktober 1856 i Stockholm, var en svensk skogsforskare och grundare av Statens skogsinstitut.
Israel Ström var son till överjägmästare Erland Ström,  som var inspektor för Kungliga Djurgården. Han föddes och dog på Djursborg, en lantgård mitt på dagens Karlaplan som fungerade som djurgårdsinspektörens boställe. Han inskrevs 1789 vid Uppsala universitet, och var sedan volontär vid jägeristaten innan han 1704 anställdes på Djurgårdsförvaltningen. Mellan 1820 och 1850 var han intendent för Kungliga Djurgården, där fadern varit före honom. 
År 1828 tog han initiativet till grundandet av Skogsinstitutet (senare Skogshögskolan). Han har därför kallats "den svenska skogshushållningens fader". Han invaldes 1838 som ledamot nummer 461 av Kungliga Vetenskapsakademien.
Några fortfarande synbara insatser efter af Ström finns i ett stort bokbestånd norr om Listonhill på Södra Djurgården, som han lät plantera på 1820-talet. Att Ekoparken idag förfogar över norra Europas största bestånd av gammelekar kan man tacka af Ström för, 1830 lät han plantera 34 000 så kallad stångek på Djurgården. En annan av af Ströms insatser finns i Nobelparken: där planterades de flesta av Nordens träslag i ett arboretum.
I Nobelparken fanns även Skogsinstitutets byggnad fram till 1915, då flyttades verksamheten till Frescati hage och ombildades till Skogshögskolan. af Ström var också en framstående ornitolog och skrev 1830 handboken Svenska foglarna. 
År 1833 adlades han för sina insatser och antog då namnet af Ström. Israel af Ströms väg på Djurgården uppkallades 1954 efter honom.
Israel af Ström gifte sig med Elisabeth Fredrika Berndes den 1 maj 1811. Deras ena son, Israel Ludvig af Ström, var också han verksam vid Kungliga Djurgården som hovjägmästare.